# Dan Beutler
Dan Beutler (Hallstahammar, 7. listopada 1977.) je rukometni vratar reprezentacije Švedske i rukometnog kluba SG Flensburg-Handewitt.

## Dosadašnji klubovi
- Hallstahammar SK (do 1995.)
- Irsta HF (1995. – 1999.)
- IFK Ystad (1999. – 2002.)
- Redbergslids IK Göteborg (2002. – 2003.)
- SG Flensburg-Handewitt (2003. – 2011.)
- HSV Hamburg (ugovor do 2011.)

## Uspjesi
- prvak Njemačke 2004.
- pobjednik Njemačkog rukometnog kupa 2004. i 2005.
- prvak Švedske 2003.
- finalist Europske lige prvaka 2004. i 2007.
- finalist Kupa kupova Finalist 2003.
- vratar godine u Švedskoj 2002. i 2003.

## Vanjske poveznice
- Službene stranice SG Flensburg-Handewitt  Arhivirana inačica izvorne stranice od 8. ožujka 2007. (Wayback Machine)
- Dan Beutler na stranicima SG Flensburg-Handewitta  Arhivirana inačica izvorne stranice od 3. veljače 2008. (Wayback Machine)